# Емблема Ассама
Наразі штат Ассам в Індії не прийняв відмітну емблему для урядового використання, а натомість використовує державну емблему Індії зі словами «Oxom Sorkar» угорі та «Government of Assam» унизу. У лютому 2022 року уряд Ассаму вирішив сформувати комітет для розгляду дизайну розпізнавальної емблеми штату.

## Історичні символи
Провінція Ассам Британської Індії використовувала емблему із зображенням чорного носорога на золотому тлі.

Емблема королівства Ахом (1228–1826)
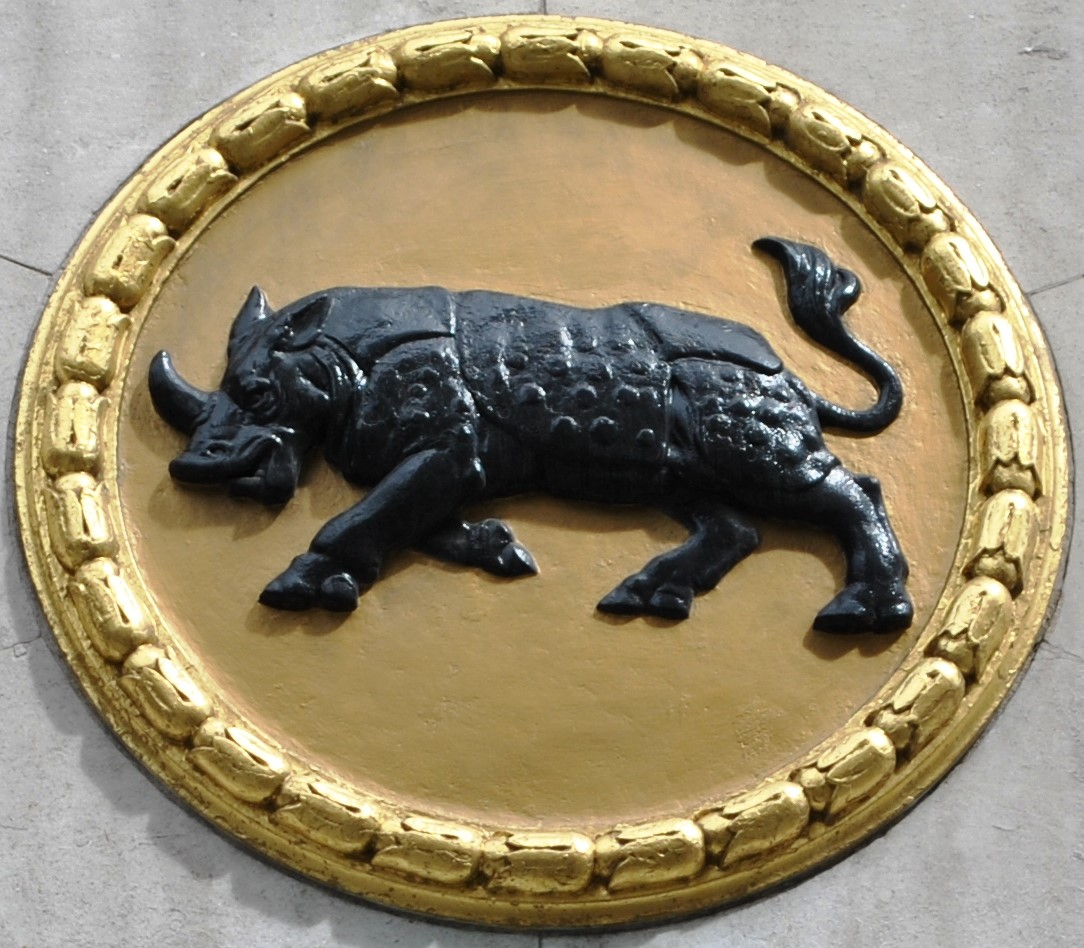
Емблема провінції Ассам Британської Індії

## Емблеми рад автономних округів в Ассамі
Деякі з рад автономних округів в Ассамі прийняли відмітні емблеми, щоб представляти себе.

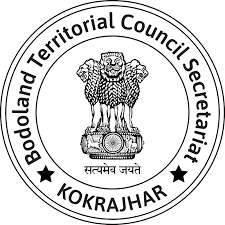
Бодоланд
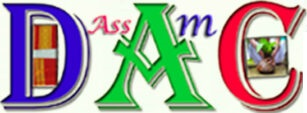
Деорі
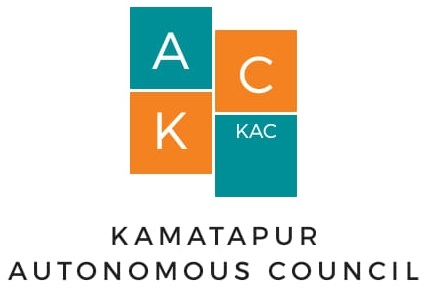
Каматапур
Карбі Англонг
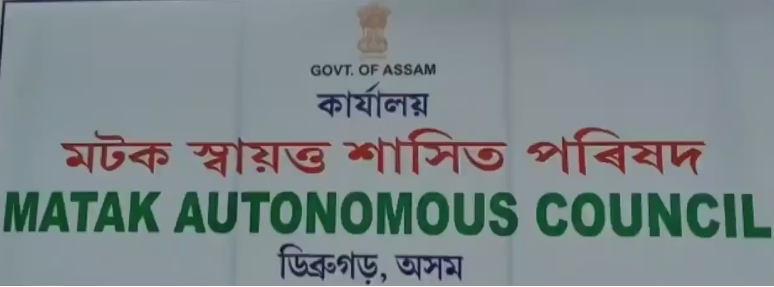
Матак
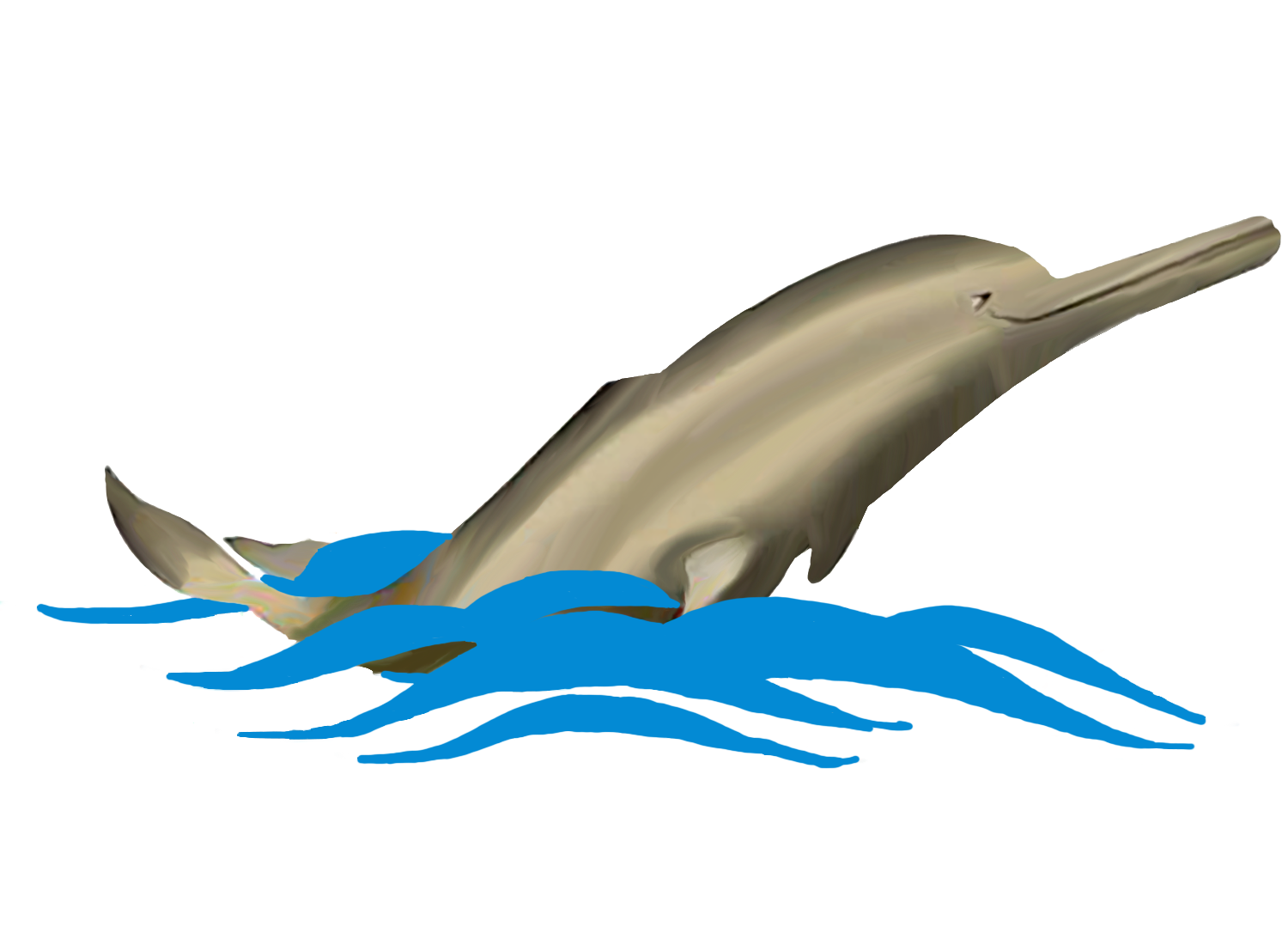
Місінґ
Пагорби Північний Качар
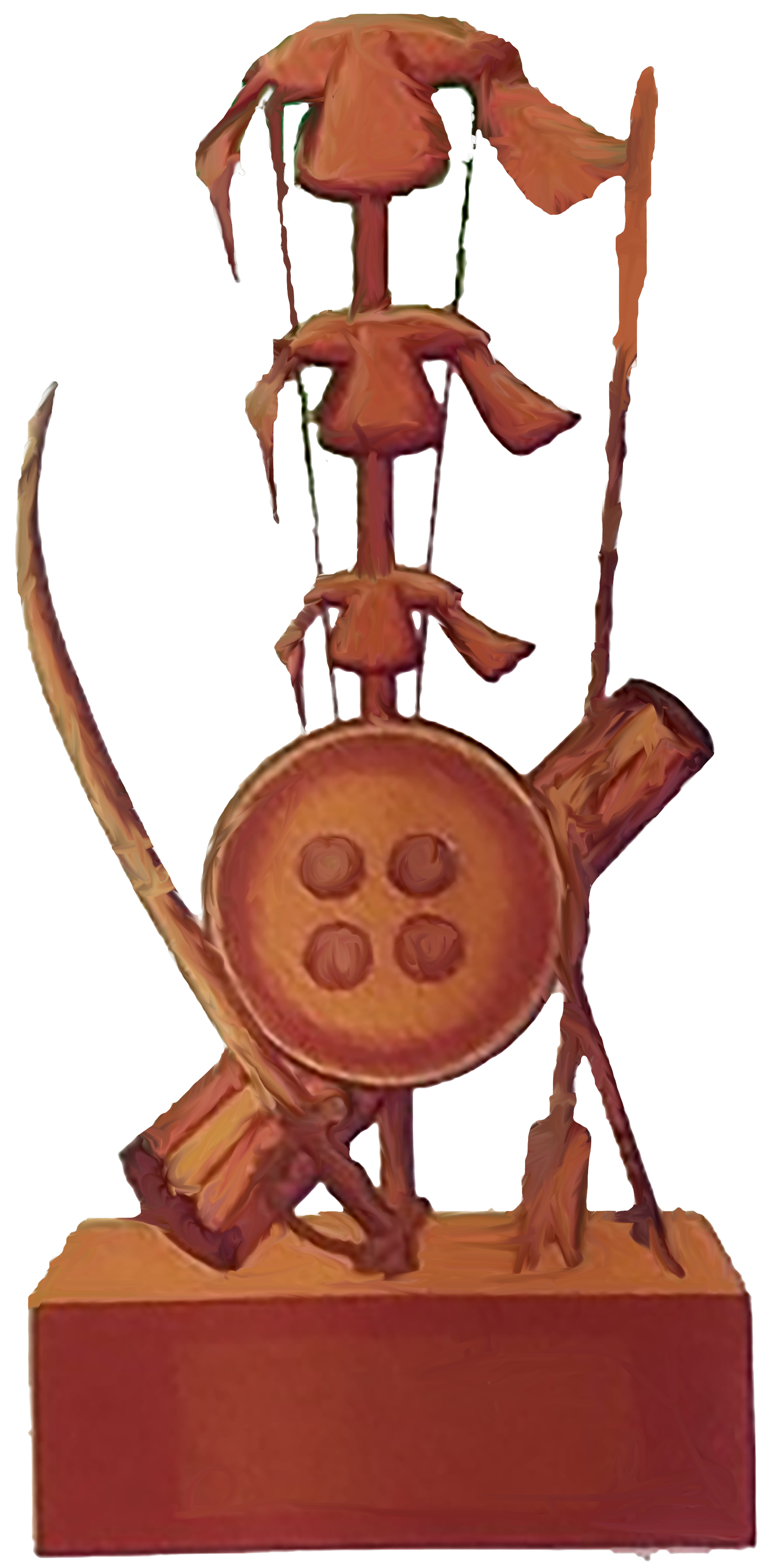
Рабха Хасонг
Соновал Качарі
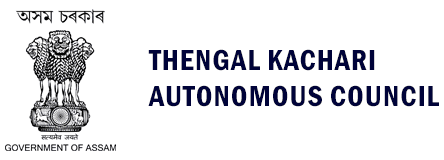
Тенгал Качарі

## Урядовий прапор
Уряд Ассама може бути представлений прапором із зображенням емблеми штату на білому полі.

Прапор Ассама